# Équipe de Suisse de football en 1905
Cet article présente l'année 1905 pour l'équipe de Suisse de football, la première de son histoire. Elle dispute son premier match en amical, à Paris, contre l'équipe de France, et est entraînée par Victor Schneider, alors vice-président de la FIFA.

## Bilan
|           | Nombre de matchs | Victoires | Défaites | Matchs nuls | Buts marqués | Buts encaissés |
| Domicile  | 0                | 0         | 0        | 0           | 0            | 0              |
| Extérieur | 1                | 0         | 1        | 0           | 0            | 1              |
| Neutre    | 0                | 0         | 0        | 0           | 0            | 0              |
| Total     | 1                | 0         | 1        | 0           | 0            | 1              |

## Match et résultat
| Match amical                                | France                                                                                           | 1 - 0   | Suisse                                                                                            | Parc des Princes, Paris                  |                                          |
| 12 février 1905 · Historique des rencontres | Cyprès 60e                                                                                       | (0 - 0) |                                                                                                   | Spectateurs : 500 Arbitrage : John Lewis | Spectateurs : 500 Arbitrage : John Lewis |
| 12 février 1905 · Historique des rencontres | Rapport                                                                                          |         |                                                                                                   | Spectateurs : 500 Arbitrage : John Lewis | Spectateurs : 500 Arbitrage : John Lewis |
| 12 février 1905 · Historique des rencontres | Guichard - Canelle, Verlet - Wilkes, Allemane , Nicolaï - Mesnier, Royet, Garnier, Cyprès, Filez | Équipes | Uster - Bollinger, Forestier, Mégroz, Mory, Studer - Billeter, Dütschler, Garonne, Kämpfer, Kratz | Spectateurs : 500 Arbitrage : John Lewis | Spectateurs : 500 Arbitrage : John Lewis |